# Europacup II hockey vrouwen 1994
De 4de editie van de Europacup II voor vrouwen werd gehouden van 1 tot en met 4 april 1994 in Cardiff. Er deden acht teams mee, verdeeld over twee poules. RTHC Bayer Leverkusen won deze editie van de Europacup II. Voor Nederland werd Amsterdam H&BC zesde.

## Uitslag poules

### Poule A
- SKIF Moskva
- Stade Français
- Amsterdam H&BC
- Valdeluz

### Poule B
- RTHC Bayer Leverkusen
- Leicester HC
- Portadown
- Cardiff Athletic

## Poulewedstrijden

### Vrijdag 1 april 1994
- A SKIF Moskou- Valdeluz 3-0
- A Amsterdam - Stade Francais 3-2
- B Leicester - Portadown 2-0
- B Cardiff - Leverkusen 1-3

### Zaterdag 2 april 1994
- A SKIF Moskou - Stade Français 0-0
- A Amsterdam - Valdeluz 1-5
- B Leverkusen - Portadown 4-1
- B Cardiff - Leicester 0-2

### Zondag 3 april 1994
- A Amsterdam - SKIF Moskou 1-1
- A Valdeluz - Stade Français 0-1
- B Leicester - Leverkusen 1-1
- B Cardiff - Portadown 0-2

## Finales

### Maandag 4 april 1994
- 7de-8ste plaats Valdeluz - Cardiff 1-0
- 5de-6de plaats Amsterdam - Portadown 3-3 (2-4 wns)
- 3de-4de plaats Leicester - Stade Français 2-0
- 1ste-2de plaats SKIF Moskou - Leverkusen 0-0 (1-3 wns)

## Einduitslag
1.  RTHC Bayer Leverkusen 

2.  SKIF Moskva 

3.  Leicester HC 

4.  Stade Francaise 

5.  Portadown 

6.  Amsterdam H&BC 

7.  Valdeluz 

8.  Cardiff Athletic 

Mannen:
1990 ·
Terrassa 1991 ·
Vught 1992 ·
Birmingham 1993 ·
Terrassa 1994 ·
Cagliari 1995 ·
Den Haag 1996 ·
Reading 1997 ·
's-Hertogenbosch 1998 ·
Amsterdam 1999 ·
Terrassa 2000 ·
's-Hertogenbosch 2001 ·
Eindhoven 2002 ·
Terrassa 2003 ·
Eindhoven 2004 ·
Lille 2005 ·
Reading 2006 ·
Madrid 2007 

Opgegaan in de Euro Hockey League
Vrouwen:
1991 ·
Vught 1992 ·
Birmingham 1993 ·
Cardiff 1994 ·
Groningen 1995 ·
Rotterdam 1996 ·
Utrecht 1997 ·
Leuven 1998 ·
Terrassa 1999 ·
Keulen 2000 ·
Rome 2001 ·
Ourense 2002 ·
Rotterdam 2003 ·
Laren 2004 ·
Keulen 2005 ·
Edinburgh 2006 ·
Madrid 2007 ·
Parijs 2008 ·
Manchester 2009

Opgegaan in de Europcacup I